# Парозубчик жорсткуватий
Парозубчик жорсткуватий (Didymodon rigidulus) — вид мохів порядку потіальних (Pottiales).

## Поширення
Батьківщиною є Європа, Африка, Північна Америка, Південна Америка, Азія.
Росте у свіжих і вологих, а також у сухих, теплих, частково затінених або світлих місцях на багатих основами, переважно вапняних породах, рідше на вапняному ґрунті або на лесі, часто також на штучних місцях, таких як стіни, бетон або черепиця.

## Характеристика
Рослини зелені, часто чорнуваті. Стебла до 2 см. Стеблові листки притиснуті, загнуті до слабо розпростертих, коли сухі, мономорфні, довгоязичкові, яйцеподібно-ланцетні, еліптично-ланцетні чи довголанцетні, 0.8–1.7(3) мм, основа ледь диференційована до яйцюватої, краї загнуті в проксимальних 1/4–3/4, цілісні, верхівка від гострої до шилоподібної, іноді крихка. Спеціалізоване нестатеве розмноження пазушними багатоклітинними геммами від яйцюватої до еліптичної форми. Коробочкові ніжки 0.7–1.7 см. Коробочка 1–2 мм. Спори 9–12 мкм.